# Bruno Baptista
Bruno Mencarini Baptista (São Paulo, 24 de março de 1997) é um automobilista brasileiro que atualmente compete na Stock Car Pro Series pela equipe RCM Motorsport. Estreou na categoria em 2018 pela HERO Motorsport. Foi campeão da Fórmula 4 Sul-Americana em 2014.

## Biografia
Natural de São Paulo, Bruno Baptista vem de uma família com forte ligação com o automobilismo. Ele é filho de Adalberto Baptista, um dos donos dos Laboratórios Ache, ex-dirigente do São Paulo Futebol Clube, atual presidente da SAF do Botafogo-SP e piloto de corridas de resistência e de categorias de turismo. Outros pilotos da família são seu tio Ricardo, seu primo Rodrigo, e seu irmão mais novo, Ricardo "Cadi" Baptista, que atualmente compete na F4 Brasil. Bruno não tem parentesco com os pilotos Vítor e Felipe Baptista. A mãe de Bruno, Gisela Mencarini, e sua irmã não possuem relação com o automobilismo, mas apoiam sua carreira. O avô de Bruno era Adalmiro Baptista, um dos fundadores da Ache, que faleceu em 2016.
Em abril de 2020, Bruno ficou oito dias internado por complicações da COVID-19.

## Carreira

### Kart
Baptista teve um começo tardio no kart, se introduzindo na modalidade profissional em 2012, aos quinze anos. Nos dois anos que competiu no cartismo, Baptista se destacou ao ser terceiro no campeonato brasileiro de kart de 2013.

### Fórmula 4
Em 2014, Baptista participou da temporada inaugural da Fórmula 4 Sul-Americana. Enfrentando adversários brasileiros e do continente latino-americano, como seu primo Rodrigo Baptista, Lucas Kohl (ambos futuros pilotos da Stock Car) e Enzo Bortoleto (irmão do futuro piloto de F1 Gabriel Bortoleto), o paulista foi um dos únicos a competir em todas as etapas. Bruno se sagrou campeão na corrida final, em Concordia, na Argentina, onde ele somou a última de suas quatro vitórias. Além disso, fez duas poles, cinco voltas mais rápidas e esteve no pódio em quinze das dezessete provas, somando 352 pontos, quase cem acima de seu compatriota Felipe Ortiz.

### Fórmula Renault

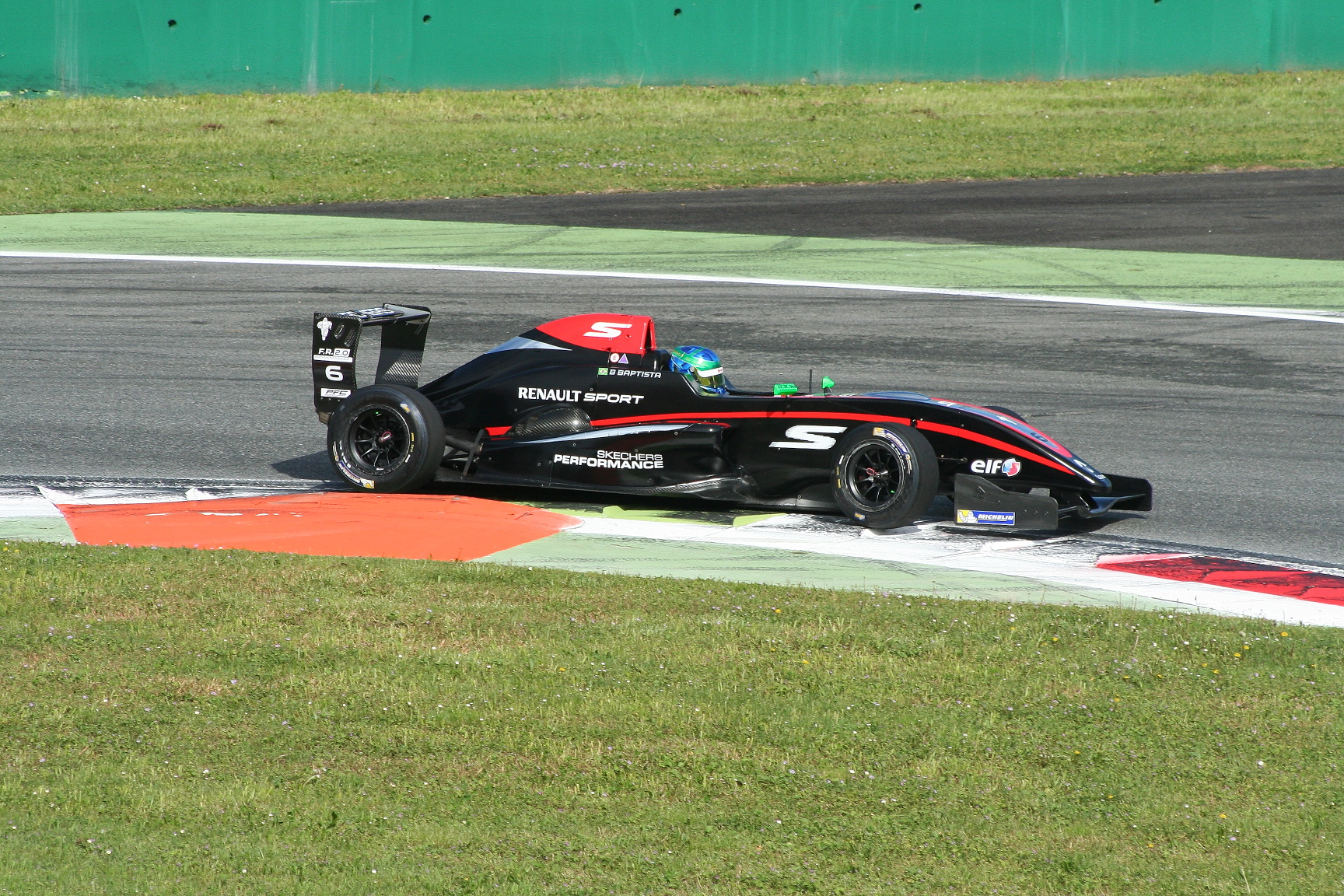
Baptista na etapa de Monza da Fórmula Renault Norte-Europeia de 2016

Em 2015, Baptista se lançou no automobilismo europeu, competindo em três campeonatos da Fórmula Renault. No seu ano de estreia, o paulista competiu com a Koiranen GP na F-R Alpes, na NEC e nas primeiras provas da Eurocopa. Na Alpes, Bruno pontuou em metade das dezesseis provas, tendo como melhor resultado um sexto lugar na corrida 3 do Red Bull Ring. Ele foi o 13º colocado, com 31 pontos. Na Copa da Europa do Norte, Baptista esteve presente nas rodadas de Spa-Francorchamps, Nürburgring e Hockenheimring, onde conquistou seu melhor resultado, um 13º lugar. Com isso, Baptista encerrou a F-R NEC em 24º, com 35 pontos. Já na F-R Euro, Baptista fez apenas as cinco primeiras corridas com a Koiranen, se transferindo para a Manor MP Motorsport a partir da rodada de Nürburgring. Seus resultados não contaram para o campeonato, pois ele era piloto convidado.
2016 marcou a estreia de fato de Baptista na F-R Euro. Ele se uniu à Fortec Motorsports, enfrentou nomes como Lando Norris e pontuou em um terço das quinze corridas. Seus melhores resultados foram dois sextos lugares conquistados nas corridas 1 e 3 primeira rodada, em Aragão. Baptista foi décimo quarto colocado, somando 28 pontos. O paulista também competiu na Fórmula Renault Norte-Europeia por essa mesma equipe, pontuando em dez das quinze provas e voltando a se destacar em Hockenheimring, onde foi sétimo colocado. Baptista somou 97 pontos e encerrou a temporada na décima sétima colocação.

### GP3 Series
No final de 2016, Baptista participou do teste de pós-temporada da GP3 Series com a Jenzer Motorsport.
No início de 2017, a DAMS anunciou Baptista ao lado de Santino Ferrucci e Tatiana Calderón para disputar a temporada da GP3 Series de 2017, que marcou o segundo ano da equipe nessa categoria. Ao longo do ano, o paulista recebeu mais dois companheiros: Matthieu Vaxivière e Dan Ticktum, ambos para a vaga de Ferrucci. Encarando nomes como George Russell, Baptista pontuou pela primeira vez na corrida 1 de Hungaroring, onde chegou em décimo. Repetiu o resultado em Monza e Abu Dhabi (ambas na corrida 1). Teria pontuado novamente na corrida 2 de Yas Marina, onde cruzou a linha de chegada em sétimo, mas uma punição de cinco segundos o derrubou para a décima posição, fora da zona de pontos.
Com isso, Baptista se classificou em 20º lugar no campeonato de pilotos, acumulando 3 pontos, a mesma quantidade que seu colega de equipe Ferrucci, que só disputou três rodadas, mas ficou uma posição à frente dele por ter um nono e um oitavo lugares. Bruno também foi superado por Calderón, que ficou duas posições acima dele na tabela e somou quase o dobro de seus pontos, e por Ticktum, que só entrou na sexta rodada, mas somou quase o quíntuplo de seus pontos e ficou seis posições acima dele. O único piloto da DAMS que Baptista superou foi Vaxivière, que só esteve em duas rodadas e ficou em último, sem nenhum ponto.

### Stock Car
Baptista retornou ao automobilismo nacional em 2018, ano que marcou sua estreia na Stock Car Brasil. Competiu na HERO Motorsport, dividindo a garagem com nomes como Lucas Di Grassi e António Félix da Costa. No ano seguinte, Baptista se transferiu para a RCM Motorsport, sendo companheiro do veterano Max Wilson. 2019 marcou seu primeiro pódio, conquistado na etapa de Londrina, onde ele foi segundo colocado e por pouco não venceu. Em setembro, mais um pódio com o segundo lugar no Velopark, com direito a uma briga pela vitória com Rubens Barrichello. Mas a sua primeira vitória viria em novembro, no Velo Città, onde Bruno tomou a liderança de Átila Abreu nas voltas finais.
Em 2020, Baptista recebeu o ex-F1 Ricardo Zonta na RCM. Bruno conquistou dois pódios nesse ano: um  surpreendente terceiro lugar em Goiânia, onde ultrapassou 21 carros, e uma vitória na corrida 2 de Cascavel, que também marcou sua primeira pole na Stock Car. Baptista não conseguiu vencer em 2021, tendo que se contentar com dois terceiros lugares na corrida 1 de Interlagos e na corrida 2 de Curitiba. Mesmo assim, a equipe renovou com ele para 2022, quando o paulista encerrou seu jejum de vitórias ao triunfar no Velopark. Ele ainda esteve no pódio mais quatro vezes e fez uma pole no Velo Città, quando bateu seu companheiro Zonta por cinco milésimos, sendo o sétimo colocado naquela que foi a sua melhor temporada da Stock Car, rebatizada de Pro Series naquele ano.

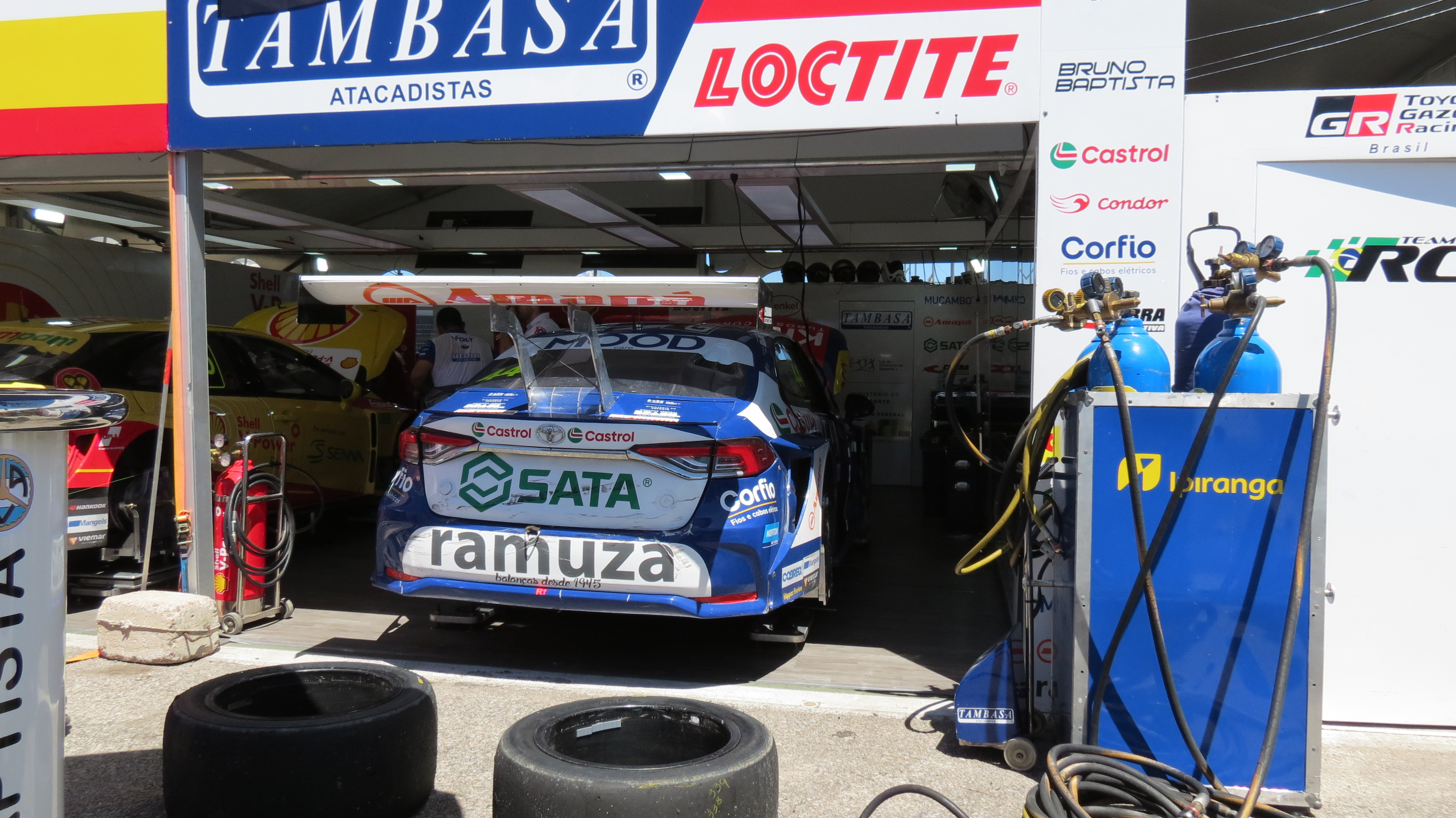
Carro de Baptista nos boxes da RCM durante a etapa de El Pinar da Stock Car Pro Series de 2024

Em 2023, Bruno fez a pole da corrida que abriu a temporada, em Goiânia, mas terminou como segundo colocado. Conquistou mais um pódio ao ser terceiro em Interlagos, e partiu da pole para vencer em Cascavel, que também foi palco de sua única vitória de 2024. Nessa temporada, Baptista chegou a estar entre os candidatos ao título, entrando na última rodada como um dos oito postulantes, mas acabou se classificando em nono no campeonato de pilotos. Bruno ainda se envolveu em confusão com Gianluca Petecof durante a terceira rodada, em que os dois pilotos bateram na corrida sprint, mas Baptista invadiu os boxes da equipe de Petecof para dar um tapa no conterrâneo. O STJD puniu Bruno com uma medida disciplinar de cunho educativo, obrigando-o a dar uma palestra para jovens cartistas para estimular o "fair play".
Baptista renovou com a RCM para disputar sua oitava temporada na Stock Car em 2025, ano que marcou a estreia de uma nova geração de carros: os SUV's. Sua equipe trocou o Toyota Corolla pela Mitsubishi Eclipse Cross. Mas Bruno, que esperava brigar pelo título, teve que lidar com os constantes problemas mecânicos de seu carro. Em maio, após abandonar em Cascavel, ele criticou a categoria por "ter começado o ano com esses carros feitos nas coxas", apontando o orçamento de R$ 5,5 milhões da Stock Car. Ele e Felipe Massa, que também criticou a organização do campeonato, foram multados em 100 mil reais. Em julho, Baptista colidiu com Rafael Reis durante o início da corrida 2 do Velo Città, tirando o adversário da prova.

## Resultados

### Resumo da carreira
| Temporada | Categoria                                            | Equipe               | Corridas | Vitórias | Poles | V.M.R. | Pódios | Pontos | Posição |
| --------- | ---------------------------------------------------- | -------------------- | -------- | -------- | ----- | ------ | ------ | ------ | ------- |
| 2014      | Fórmula 4 Sul-Americana                              | N/A                  | 17       | 4        | 1     | 6      | 15     | 352    | 1º      |
| 2015      | Fórmula Renault 2.0 Alpes                            | Koiranen GP          | 16       | 0        | 0     | 0      | 0      | 31     | 13º     |
| 2015      | Fórmula Renault 2.0 NEC                              | Koiranen GP          | 7        | 0        | 0     | 0      | 0      | 35     | 24º     |
| 2015      | Fórmula Renault 2.0 NEC                              | Inter Europol        | 2        | 0        | 0     | 0      | 0      | 35     | 24º     |
| 2015      | Eurocopa de Fórmula Renault 2.0                      | Koiranen GP          | 5        | 0        | 0     | 0      | 0      | 0      | NC†     |
| 2015      | Eurocopa de Fórmula Renault 2.0                      | Manor MP Motorsport  | 6        | 0        | 0     | 0      | 0      | 0      | NC†     |
| 2016      | Toyota Racing Series                                 | Victory Motor Racing | 15       | 0        | 0     | 0      | 0      | 443    | 11º     |
| 2016      | Eurocopa de Fórmula Renault 2.0                      | Fortec Motorsports   | 15       | 0        | 0     | 0      | 0      | 28     | 14º     |
| 2016      | Fórmula Renault 2.0 NEC                              | Fortec Motorsports   | 15       | 0        | 0     | 0      | 0      | 97     | 17º     |
| 2017      | GP3 Series                                           | DAMS                 | 15       | 0        | 0     | 0      | 0      | 3      | 20º     |
| 2017      | Porsche GT3 Endurance Cup                            | ?                    | 2        | 0        | 0     | 0      | 0      | 104    | 10º     |
| 2018      | Stock Car Brasil                                     | HERO Motorsport      | 20       | 0        | 0     | 0      | 0      | 16     | 26º     |
| 2018      | Porsche GT3 Cup Brasil - 3.8 Class                   | Dener Motorsport     | 12       | 2        | 0     | 2      | 4      | 141    | 3º      |
| 2018      | Porsche Endurance Series                             | ?                    | 3        | 0        | 0     | 0      | 0      | 74     | 19º     |
| 2019      | Stock Car Brasil                                     | RCM Motorsport       | 20       | 1        | 0     | 2      | 3      | 177    | 10tº    |
| 2019      | Porsche Endurance Series                             | ?                    | 3        | 0        | 0     | 0      | 0      | 69     | 16º     |
| 2019      | Porsche GT3 Cup Brasil                               | Dener Motorsport     | 1        | 0        | 0     | 0      | 1      | 0      | NC†     |
| 2020      | Stock Car Brasil                                     | RCM Motorsport       | 18       | 1        | 1     | 1      | 2      | 179    | 12º     |
| 2020      | Porsche Endurance Series                             | ?                    | 1        | 0        | 0     | 0      | 0      | 24     | 22º     |
| 2021      | Stock Car Brasil                                     | RCM Motorsport       | 23       | 0        | 0     | 0      | 2      | 203    | 13º     |
| 2022      | Stock Car Pro Series                                 | RCM Motorsport       | 23       | 1        | 1     | 0      | 5      | 252    | 7º      |
| 2022      | FIA Motorsport Games GT Cup                          | Team Brazil          | 1        | 0        | 0     | 0      | 0      | N/A    | 9º      |
| 2022      | FIA Motorsport Games GT Sprint                       | Team Brazil          | 1        | 0        | 0     | 0      | 0      | N/A    | 6º      |
| 2023      | Stock Car Pro Series                                 | RCM Motorsport       | 24       | 1        | 2     | 0      | 3      | 181    | 16º     |
| 2023      | GT World Challenge Europe Endurance Cup              | AKKodis ASP Team     | 3        | 0        | 0     | 0      | 0      | 0      | NC      |
| 2023      | GT World Challenge Europe Endurance Cup - Bronze Cup | AKKodis ASP Team     | 3        | 0        | 0     | 0      | 0      | 0      | NC      |
| 2023      | TCR South America Touring Car Championship           | Cobra Racing Team    | 1        | 0        | 0     | 0      | 0      | 18     | 37º     |
| 2023      | TCR Brazil Touring Car Championship                  | Cobra Racing Team    | 1        | 0        | 0     | 0      | 0      | 18     | 24º     |
| 2024      | Stock Car Pro Series                                 | RCM Motorsport       | 24       | 1        | 0     | 0      | 1      | 767    | 9º      |
| 2025      | Stock Car Pro Series                                 | RCM Motorsport       | 7        | 0        | 0     | 0      | 0      | 36     | 30º*    |

† Baptista era um piloto convidado, portanto, ele era inelegível para pontos.
* Temporada ainda em andamento.

### Resultados completos na Stock Car Pro Series
| Ano  | Equipe          | Carro                    | 1         | 2        | 3         | 4        | 5        | 6         | 7         | 8         | 9         | 10        | 11        | 12        | 13        | 14        | 15        | 16        | 17        | 18        | 19       | 20        | 21        | 22       | 23       | 24        | 25       | Pos. | Pts. |
| ---- | --------------- | ------------------------ | --------- | -------- | --------- | -------- | -------- | --------- | --------- | --------- | --------- | --------- | --------- | --------- | --------- | --------- | --------- | --------- | --------- | --------- | -------- | --------- | --------- | -------- | -------- | --------- | -------- | ---- | ---- |
| 2018 | HERO Motorsport | Chevrolet Cruze          | INT 1 Ret | CUR 1 12 | CUR 2 14  | VEL 1 17 | VEL 2 13 | LON 1 21  | LON 2 Ret | SCZ 1 22  | SCZ 2 DNS | GOI 1 18  | MOU 1 Ret | MOU 2 Ret | CAS 1 21  | CAS 2 16  | VCA 1 15  | VCA 2 9   | TAR 1 15  | TAR 2 16  | GOI 1 17 | GOI 2 Ret | INT 1 13  |          |          |           |          | 26º  | 16   |
| 2019 | RCM Motorsport  | Chevrolet Cruze          | VEL 1 16  | VCA 1 11 | VCA 2 12  | GOI 1 17 | GOI 2 20 | LON 1 21  | LON 2     | SCZ 1 8   | SCZ 2 Ret | MOU 1 15  | MOU 2 15  | INT 1 5   | VEL 1 6   | VEL 2     | CAS 1 Ret | CAS 2 DNS | VCA 1 8   | VCA 2 1   | GOI 1 21 | GOI 2 Ret | INT 1 14  |          |          |           |          | 10º  | 177  |
| 2020 | RCM Motorsport  | Toyota Corolla           | GOI 1 Ret | GOI 2 3  | INT 1 10  | INT 2 11 | LON 1 17 | LON 2 5   | CAS 1 20  | CAS 2 1   | CAS 3 Ret | VCA 1 Ret | VCA 2 6   | CUR 1 6   | CUR 2 Ret | CUR 3 Ret | GOI 1 6   | GOI 2 17  | GOI 3 9   | INT 1 7   |          |           |           |          |          |           |          | 12º  | 179  |
| 2021 | RCM Motorsport  | Toyota Corolla           | GOI 1 4   | GOI 2 7  | INT 1 3   | INT 2 10 | VCA 1 8  | VCA 2 17  | VCA 1 Ret | VCA 2 DNS | CAS 1 10  | CAS 2 7   | CUR 1 10  | CUR 2 3   | CUR 1 13  | CUR 2 11  | GOI 1 5   | GOI 2 12  | GOI 1 Ret | GOI 2 Ret | VCA 1 22 | VCA 2 Ret | SCZ 1 Ret | SCZ 2 7  | INT 1 16 | INT 2 Ret |          | 13º  | 203  |
| 2022 | RCM Motorsport  | Toyota Corolla           | INT 1 21  | GOI 1 7  | GOI 2 8   | RIO 1 14 | RIO 2    | VCA 1 10  | VCA 2 3   | VEL 1 14  | VEL 2 Ret | VEL 1 6   | VEL 2 1   | INT 1 7   | INT 2 Ret | VCA 1 2   | VCA 2 18  | SCZ 1 5   | SCZ 2 Ret | GOI 1 10  | GOI 2 3  | GOI 1 Ret | GOI 2 10  | INT 1 15 | INT 2 7  |           |          | 7º   | 252  |
| 2023 | RCM Motorsport  | Toyota Corolla           | GOI 1 2   | GOI 2 21 | INT 1 3   | INT 2 7  | TAR 1 22 | TAR 2 16  | CAS 1 12  | CAS 2 15  | INT 1 17  | INT 2 Ret | VCA 1 15  | VCA 2 Ret | GOI 1 Ret | GOI 2 6   | VEL 1 Ret | VEL 2 Ret | BUE 1 25  | BUE 2 25  | VCA 1 14 | VCA 2 20  | CAS 1     | CAS 2 14 | INT 1 7  | INT 2 5   |          | 16º  | 181  |
| 2024 | RCM Motorsport  | Toyota Corolla           | GOI 1 6   | GOI 2 7  | VCA 1 4   | VCA 2 C  | INT 1 21 | INT 2 Ret | CAS 1 17  | CAS 2 1   | VCA 1 6   | VCA 2 9   | VCA 3 7   | GOI 1 15  | GOI 2 5   | BLH 1 19  | BLH 2 16  | VEL 1 8   | VEL 2 6   | BUE 1 5   | BUE 2 4  | URU 1 16  | URU 2 13  | GOI 1 26 | GOI 2 14 | INT 1 18  | INT 2 23 | 9º   | 767  |
| 2025 | RCM Motorsport  | Mitsubishi Eclipse Cross | INT 1 8   | CAS 1 28 | CAS 2 Ret | VEL 1 19 | VEL 2 21 | VCA 1 Ret | VCA 2 DSQ | CRS 1     | CRS 2     | CAS 1     | CAS 2     | VCA 1     | VCA 2     | VCA 1     | VCA 2     | TBA 1     | TBA 2     | GOI 1     | GOI 2    | BRA 1     | BRA 2     | INT 1    | INT 2    |           |          | 30º* | 36*  |

* Temporada ainda em andamento.